# Kirgistan
Kirgistan (ili Kirgizija), službeno Kirgiska Republika je kontinentalna država u središnjoj Aziji. Graniči na sjeveru s Kazahstanom, na jugu i istoku s Kinom, na jugu s Tadžikistanom te na zapadu s Uzbekistanom.
Oko 70 % stanovništva čine Kirgizi čiji jezik, vrlo srodan kazačkom, pripada turkijskoj skupini i koji su tradicionalno muslimani – suniti. U Kirgistanu žive i Uzbeci (oko 14,5 %) i Rusi (oko 9 %).
Raspad Sovjetskog Saveza teško je pogodio kirgistansko gospodarstvo. Glavni sektori su poljoprivreda i rudarstvo. Izvozi se i električna energija proizvedena u hidroelektranama. U 1999. BDP per capita iznosio je 2300 USD mjereno po PPP-u.

## Povijest
Kirgizi su bili nomadski narod koji su živjeli u prostoru stepa srednje Azije od rijeke Jenisej preko Altaja do Bajkalskog jezera. 840. godine su pobijedili državu Ujgura i osnovali svoju vlastitu državu u prostoru Altaja i Tjan Shana. S vremenom su se selili prema jugu u prostor srednje Azije gdje danas žive. U tom prostoru su živjela razna turkijska plemena. Godine 1207. pobijedili su ih Mongoli, nasljednici Džingis-kana. Kirgizi su tijekom stoljeća bili pod velikim utjecajem Mongola, Kineza i muslimana te su se miješali s raznim narodima. U 17. st. su Kirgizi ratovali protiv mongolskih Džungura, a u 18. st. su priznali vlast Kineskog carstva za vrijeme dinastije Qing. U 19. st. je na prostoru Kirgistana nastao islamski Kanat Kokand unutar kojeg su Kirgizi prihvatili islam. Godine 1876. Rusi su okupirali Kanat Kokand i tada su Kirgizi postali dio Ruskog carstva. Mnogi Kirgizi su iselili u današnji Afganistan.
Godine 1918. na vlast dolaze komunisti nakon velikih borbi između komunista i njihovih protivnika koji su imali značajan utjecaj u srednjoj Aziji. Kirgistan postaje dio Sovjetskog saveza. Godine 1924. osnovano je Kara-Kirgisko autonomno područje, a 1926. Kirgiska Autonomna Sovjetska Socijalistička Republika u sklopu Ruske Sovjetske Socijalističke Republike. Godine 1936. proglašena je Kirgiska Sovjetska Socijalistička Republika koja je bila posebna republika unutar SSSR-a i nije bila dio Rusije. Pod sovjetskom vlašću je došlo do dramatičnih promjena u kirgiskom društvu. Zabranjuje se nomadizam i osnivaju novi gradovi i sela u koje se naseljavaju Kirgizi. Osniva se industrija i modernizira poljoprivreda i stočarstvo. Razvija se kultura i književnost te se standardizira kirgiski jezik koji je 1928. prihvatio latinicu (dotad se pisalo arapskim pismom), a 1941. ćirilicu.
Godine 1990. dolazi do tenzija između Kirgistana i Uzbekistana unutar SSSR-a oko područja grada Oša gdje živi većina Uzbeka. Došlo je do borba u kojima je poginulo 300 osoba. Godine 1990. slabi moć komunista, a jača Kirgiski demokratski pokret čiji predstavnici ulaze u parlament. U kolovozu 1990. je izabran novi predsjednik Askar Akajev. Godine 1991. glavni grad Frunze preimenovan je u Biškek. Nakon raspada SSSR-a 31. kolovoza 1991. Kirgistan proglašava nezavisnost. Akajev je pobijedio na prvim demokratskim izborima. U državi slabi gospodarstvo i jača siromaštvo. To dovodi do nezadovoljstva predsjednikom koji je optužen za izbornu prijevaru i svrgnut 4. travnja 2005. u tzv. Revoluciji tulipana. Na vlast je tada došao vođa oporbe Kurmanbek Bakijev.

## Zemljopis
Kirgistan je država u srednjoj Aziji bez izlaza na more. Graniči s Kazahstanom, Kinom, Tadžikistanom i Uzbekistanom. Reljef je brdovit (najveći dio je unutar planinskog lanca Tian Shan). U njemu se, na krajnjem istoku zemlje, nalazi i najviši vrh, Jengish Chokusu (Vrh Pobjede, 7439 m). Preko 80 % površine je iznad 1500 m nadmorske visine. Kirgistan obuhvaća rubove Ferganske doline (dolina je u Uzbekistanu, a rubovi su u Kirgistanu, te je zbog toga neobičan oblik granice Kirgistana i Uzbekistana). U Kirgistanu su rubni dijelovi gorja Pamir i Altaj. Najveće rijeke su Chui, Naryn i Talas. Rijeka Naryn se ulijeva u rijeku Sir-Darju koja je u porječju Aralskog jezera. Na sjeveru je veliko slano jezero Issyk-Kul (drugo najveće planinsko jezero na svijetu nakon jezera Titicaca).
Klima je kontinentalna s malo padalina, te se javlja stepa. Malo je padalina zbog velike udaljenosti srednje Azije od mora, te vjetrovi ne mogu donijeti padaline. Viši planinski dijelovi imaju hladniju klimu i više padalina.

## Podjela
Kirgistan se sastoji od 7 oblasti (oblastlar, jednina - oblast); Batkenska oblast, Čujska oblast, Žalalabatska oblast, Narinska oblast, Oška oblast, Talaska oblast, Isjakulska oblast i dva grada* (šaar); Biškek i Oš.

## Stanovništvo
Kirgistan ima 5,2 milijuna stanovnika. Većina je mlađih dobnih skupina i prirodni prirast je visok. Dvije trećine stanovništva živi na selu. Većina stanovnika su Kirgizi, a ima oko 14 % Uzbeka i 9 % Rusa. Još postoje Tatari, Ujguri, Tadžici i Kazasi. Glavna vjera je islam (75 % stanovništva). Još ima oko 20 % pravoslavaca. Većina stanovnika živi na rubu Ferganske doline uz granicu s Uzbekistanom.

## Poznate osobe
- Abdylas Maldibajev, kirgistanski skladatelj, glumac i operni pjevač, među najcjenjenijim skladateljima SSSR-a 20. stoljeća

## Gospodarstvo
Gospodarstvo Kirgistana se u velikoj mjeri smanjilo nakon raspada Sovjetskog saveza kad je propala većina industrije. Danas glavninu gospodarstva čini poljoprivreda (žitarice, pamuk, šećerna repa, voće i povrće) i stočarstvo (goveda, ovce i konji). Postoji velika tradicija nomadskog stočarstva, te je većina stočarstva i danas pašnjačko. Kirgistan je bogat rudama (ugljen, zlato, srebro). Smatra se da postoje neka od najvećih svjetskih nalazišta zlata i srebra koja se slabo iskorištavaju zbog teške dostupnosti. Najvažnija industrija je metaloprerađivačka. Razvijena je tekstilna i prehrambena industrija.

## Vanjske poveznice
Sestrinski projekti
|  | Zajednički poslužitelj ima stranicu o temi Kirgistan    |
|  | Zajednički poslužitelj ima još gradiva o temi Kirgistan |
|  | Wječnik ima rječničku natuknicu Kirgistan               |